# Huisepontweg
Huisepontweg er en vej i Wannegem i den belgiske kommune Kruisem. Brostensvejen stiger fra Wannegems bymidte mod øst i retning af Huise. Ved grænsen til Huise går den over i Wannegemstraat.
Brostenvejen blev fredet som kulturejendom i 1995.

## Cykelsport
I cykelsporten er vejen flere gange inkluderet i Flandern Rundt som en brostensstrækning på cirka 1.500 meter. I begyndelsen af 2000'erne blev vejen midlertidigt udeladt, fordi den var i for dårlig stand. I 2008 blev strækningen restaureret. Strækningen spiller også en vigtig rolle i endagsløbet Nokere Koerse.

## Seværdigheder
På nordsiden af vejen står vindmøllen Schietsjampettermolen. På sydsiden står slottet Wannegem-Lede.